# بلوتشآباد سرغريتش (مقاطعة فارياب)
بلوتشآباد سرغريتش (بالفارسية: بلوچ‌آباد سرگریچ) هي قرية تقع في البلدة المركزية في إيران. يقدر عدد سكانها بـ 216 نسمة .